# Karl-August Fritsch
Karl-August Fritsch (* 20. Januar 1889 in Schwarz, heute Ortsteil von Grebenau (Hessen); † 17. Juli 1962 in Bergheim) war ein deutscher evangelischer Geistlicher und 1933 einer der Gründer des Versicherungsvereins HUK-Coburg.

## Leben
Fritsch kam als Sohn eines evangelischen Geistlichen im hessischen Ort Schwarz zur Welt. Er wurde 1913 Pfarrer. Fritsch war im rechtsnationalen Spektrum politisch engagiert. Er war zu Zeiten der Weimarer Republik Mitglied der Deutschnationalen Volkspartei (DNVP), die für die Wiederherstellung der Monarchie eintrat. Kurz nach der „Machtergreifung“ der Nationalsozialisten trat er in die NSDAP ein, deren Mitglied er bis 1945 blieb. Daneben war er Anhänger der regimetreuen Deutschen Christen sowie Mitglied im Reichsbund Deutsche Familie (RDF) und im „Kampfbund für den Kinderreichtum der Erbtüchtigen“. Im Nationalsozialistischen Kraftfahrkorps (NSKK) war er Oberscharführer. 1935 wurde Fritsch zum Oberpfarrer ernannt.
Trotz seines weitreichenden Engagements für den Nationalsozialismus geriet Fritsch wegen seines Einsatzes als Pfarrer für religiöse Anliegen mehrmals in Konflikt mit der Staatsmacht. 1941 wurde er wegen seiner Forderung, Konfirmandenunterricht in den Räumen der örtlichen Volksschule abzuhalten, mit einem Redeverbot bei Zellen- und Blockveranstaltungen der NSDAP und dem Verbot des Tragens der NSKK-Uniform sanktioniert.
Nachdem Fritsch in der Sowjetischen Besatzungszone sein Pfarramt im thüringischen Vogelsberg acht Jahre nur kommissarisch ausüben durfte, wurde er 1953 zum Gemeindepfarrer gewählt. Seinen letzten Lebensjahre verbrachte er in seiner hessischen Heimat. Fritsch starb am 17. Juli 1962 in Bergheim.
Fritsch hatte neun Kinder.

## Beteiligung an der Gründung der HUK-Coburg
Fritsch begann 1919, selbst Auto zu fahren, was für Geistliche, die einen weitläufigen Sprengel zu betreuen hatten, schnell zu einem beruflichen Erfordernis wurde. Nachdem immer mehr Berufsgruppen in Deutschland in den 1920er Jahren Kraftfahrervereinigungen gründeten, unter anderem um ihre Autos günstig versichern zu können, wurde auf Fritschs Initiative hin am 2. Juni 1926 im thüringischen Greiz die Pfarrer-Kraftfahrer-Vereinigung e.V. (P.K.V.) gegründet. Zusammen mit Wilhelm Ruß von der 1928 gegründeten Kraftfahrer-Vereinigung Deutscher Lehrer (KVDL) und dem Versicherungskaufmann Paul Brendel betrieb Fritsch die am 3. September 1933 erfolgte Gründung der Haftpflicht-Unterstützungs-Kasse kraftfahrender Beamter Deutschlands e.V., der heutigen HUK-Coburg. Fritsch wurde zum ersten Aufsichtsratsvorsitzenden ernannt.